# Éléonore Bernheim
Pour les articles homonymes, voir Bernheim.
Éléonore Bernheim, née le 2 octobre 1977 à Neuilly-sur-Seine, est une actrice française, qui a commencé sous le nom d'Éléonore Bernheim-Gosset. Elle incarne depuis 2017 l'héroïne de la série télévisée L'Art du crime diffusée sur France 2.

## Biographie
Éléonore Bernheim commence sa carrière d'actrice alors qu'elle est encore lycéenne. Elle intègre la classe libre du cours Florent puis le Conservatoire national supérieur d'art dramatique de Paris dont elle sort diplômée en 2003. Jeune actrice, elle débute en interprétant l’héroïne de Terminale de Francis Girod et joue dans Pas d'histoires sous la direction de Vincent Lindon, film faisant partie d’un collectif de réalisateurs (Philippe Lioret, Catherine Corsini, François Dupeyron) produit par Bertrand Tavernier et engagé contre le racisme. Au théâtre, elle s'initie aux classiques dans une mise en scène de Denis Podalydès autour du théâtre de Marivaux, mais également aux textes contemporains avec 13 Objets, d'Howard Barker, dirigée par Jean-Paul Wenzel.
Elle alterne entre le cinéma, pour John Lvoff (Les Infortunes de la beauté) ou Sam Karmann (Kennedy et moi), Marion Vernoux (Les Beaux Jours), Jeanne Herry (Elle l'adore), Dominique Farrugia (Bis), et la télévision où elle est, entre autres, un des personnages principaux de l'épisode 32 de la série Maigret avec Bruno Cremer, et de Fabrice Cazeneuve dans Nos vies rêvées.
Depuis 2017 son incarnation de l'héroïne de L'Art du crime sur France 2 aux côtés de Philippe Duclos et de Nicolas Gob la fait connaître du grand public. Elle y interprète Florence Chassagne, une historienne de l'art lumineuse et décalée. La série oscille constamment entre comédie et émotion.
En 2019, elle revient au théâtre aux côtés de Thibault de Montalembert dans Politiquement correct au Théâtre de l'Œuvre, une pièce écrite et mise en scène par Salomé Lelouch. Dans cette pièce nommée aux Molières, elle incarne l'héroïne d'un dilemme cornélien contemporain : Mado, une jeune femme engagée et solaire, le cœur à gauche, tombe amoureuse sans le savoir d'un militant d'extrême droite.
En 2022, elle tourne dans les films Rue des dames d’Hamé et Ekoué du groupe la Rumeur, Les Engagés d’Émilie Frèche et sous la direction de Sandrine Veysset dans La Vie devant toi pour France 2.

## Filmographie

### Cinéma
- 1998 : Terminale de Francis Girod : Caroline
- 1999 : Les Infortunes de la beauté de John Lvoff
- 1999 : Kennedy et moi de Sam Karmann : Alice Polaris
- 2001 : Pas d'histoires
- 2001 : Lokarri de Jean-Pierre Grasset
- 2001 : Les Âmes câlines de Thomas Bardinet
- 2006 : Jean-Philippe de Laurent Tuel : l'assistante du casting
- 2006 : Le Héros de la famille de Thierry Klifa : Véra
- 2013 : Les Beaux Jours de Marion Vernoux : Lise
- 2014 : Elle l'adore de Jeanne Herry : une joueuse de poker
- 2015 : Bis de Dominique Farrugia : la mère de Patrice
- 2016 : L'Invitation de Michaël Cohen
- 2022 : Rue des Dames d'Hamé et Ekoué : Nathalie, la mère de Mia
- 2022 : Les Engagés d'Émilie Frèche

### Courts métrages
- 2000 : Le Rocher d'Éric Jarno
- 2001 : Pas d'histoires, segment Cyrano de Vincent Lindon

### Télévision
- 2000 : Maigret, épisode Maigret voit double réalisé par François Luciani : Francine Tremblet
- 2004 : Nos vies rêvées de Fabrice Cazeneuve : Bénedicte Tassin
- 2005 : S.A.C., des hommes dans l'ombre de Thomas Vincent : Mlle Routier
- 2006 : Les enfants, j'adore ! de Didier Albert : Joséphine
- 2008 : Le Silence de l'épervier de Dominique Ladoge : Justine Lefort
- 2017 : Section de recherches : Lisa Mauroy ((saison 11, épisode 5 : En plein ciel)
- 2017 -.... : L'Art du crime, série créée par Angèle Herry-Leclerc et Pierre-Yves Mora : Florence Chassagne
- 2020 : Meurtres à Cognac, réalisé par Adeline Darraux : Clémentine Segonzac
- 2022 : Lame de fond de Bruno Garcia : Gaëlle
- 2023 : La Vie devant toi de Sandrine Veysset : Emma Saugier
- 2023 : Mort sur la piste de Philippe Dajoux : Sabrina
- 2025 : Dans de beaux draps de Stéphanie Pillonca : Béatrice

## Théâtre
- 2019 : Politiquement correct écrit et mis en scène par Salomé Lelouch au Théâtre de l'Œuvre[6]